# Institut für angewandte Forschung Berlin
Das Institut für angewandte Forschung Berlin (IFAF Berlin) ist ein Zusammenschluss der vier staatlichen Berliner Hochschulen für angewandte Wissenschaften (ASH Berlin, BHT, HTW Berlin, HWR Berlin), der seit 2009 besteht. Ziel ist die Stärkung der angewandten Forschung an diesen vier Berliner Hochschulen mit regionalen Kooperationspartnern sowie der Transfer von Wissen und Technologie in die Praxis. Das IFAF Berlin konzentriert sich dabei auf interdisziplinäre Verbundprojekte mit regionalem Bezug und bezieht Partner aus Wirtschaft, Gesellschaft und Wissenschaft ein. Das IFAF Berlin wird durch Mittel des Landes Berlin finanziert. Durch die Förderung konnten seit 2009 insgesamt 221 Projekte realisiert werden, an denen 463 Praxispartner, 405 Professoren und 725 wissenschaftliche Mitarbeitende beteiligt waren.

## Struktur
Das IFAF Berlin ist als gemeinnütziger Verein organisiert. Die Organe des Vereins umfassen die Mitgliederversammlung, den Vorstand und das Kuratorium. An jeder der vier Mitgliedshochschulen besteht ein Kompetenzzentrum mit spezifischen thematischen Schwerpunkten:
- Integration und Gesundheit[6] (ASH Berlin)
- Ingenieurwissenschaften[7] (BHT)
- Wirtschaft und Verwaltung[8] (HWR Berlin)

- Angewandte Informatik[9] (HTW Berlin)

Die Geschäftsstelle des IFAF Berlin befindet sich in der Seestraße 64 in Berlin-Wedding.

## Förderlinien
Das IFAF Berlin bietet drei Förderprogramme:
1. IFAF EXPLORATIV: Förderung erster Forschungsansätze und Netzwerkbildung.
2. IFAF VERBUND: Unterstützung interdisziplinärer Projekte mit Praxispartnern.
3. IFAF TRANSFER: Umsetzung von Forschungsergebnissen in konkrete Anwendungen.

## Bedeutung und Perspektiven
Das IFAF Berlin trägt wesentlich dazu bei, die Forschung an Hochschulen für angewandte Wissenschaften zu ermöglichen sowie sichtbarer zu machen. Durch die Zusammenarbeit mit Praxispartnern entstehen Lösungen, die die Innovationskraft und Zukunftsfähigkeit der Region Berlin-Brandenburg stärken. Darüber hinaus stärkt es die Kooperationsfähigkeit der Hochschulen mit Unternehmen aus der Region, verbessert die interdisziplinäre und hochschulübergreifende Zusammenarbeit und leistet einen Beitrag, die Kompetenzen der Berliner Hochschulen über die Region Berlin-Brandenburg hinaus für die Wirtschaft und andere gesellschaftliche Stakeholder leichter zugänglich zu machen.

## Aktuelle Situation
Im Jahr 2025 ist die Fortführung der Arbeit des IFAF Berlin durch Mittelkürzungen des Landes Berlin stark eingeschränkt und ab 2026 gefährdet. Eine Fortsetzung neuer Projektförderungen ist derzeit unsicher. Hochschulen, Praxispartner und Institutionen wie die IHK Berlin haben sich öffentlich für den Erhalt der Struktur ausgesprochen.